# Dubovac, Banatul de Sud
Dubovac (citit în limba română Dubovaț) (maghiară Dunadombó, germană Dubowatz, română Dubovăț) este un sat situat în partea de nord-est a Serbiei, în Voivodina. Aparține administrativ de comuna Cuvin. La recensământul din 2002 localitatea avea 1283 locuitori.